# Real Zaragoza
Real Zaragoza este un club de fotbal cu sediul în orașul Zaragoza, fondat în 1932 după uniunea dintre Iberia SC și Zaragoza CD, cele mai mari două cluburi din oraș. Originea este în 1903 odată cu crearea clubului Zaragoza Foot-Ball Club, predecesorul lui Real Zaragoza. Echipa evoluează în Segunda División.
Au jucat 59 de sezoane in Primera División.
10 septembrie 2009, Federația Internațională de Istorie și Statistică a Fotbalului (IFFHS) a publicat clasamentul celor mai bune cluburi europene ale secolului XX, Real Zaragoza ocupand  pozitia 372. A câștigat în secolul al XX-lea, Inter-Cities Fairs Cup (mai târziu redenumit Cupa UEFA și UEFA Europa League în prezent) din 1964 și Cupa Cupelor în 1995.
În acest moment nu este printre primele 200 de cluburi in clasamentul mondial al cluburilor IFFHS.
În iunie 2014, potrivit unui studiu realizat de Centrul de Investigații Sociologice (CIS), a fost numărul noua  ca numar de fani în Spania (2,7%).  
In istoria echipei Real Zaragoza au evoluat patru jucatori romani: Dorin Mateut (1990-1993), Constantin Galca (2002-2003), Cristian Sapunaru (2012-2013) si Razvan Popa (2016-2017).

## Lotul actual
La 1 septembrie 2021.
| Nr. |           | Poziție | Jucător                             |
| --- | --------- | ------- | ----------------------------------- |
| 1   | Argentina | P       | Cristian Álvarez (al 3-lea căpitan) |
| 2   | Spania    | F       | Carlos Vigaray                      |
| 3   | Spania    | F       | Jair Amador                         |
| 4   | Serbia    | M       | Radosav Petrović                    |
| 5   | Spania    | F       | Enrique Clemente                    |
| 6   | Spania    | F       | Alejandro Francés                   |
| 7   | Columbia  | A       | Juanjo Narváez                      |
| 8   | Spania    | M       | Adrián                              |
| 10  | Spania    | M       | Javi Ros (vice-căpitan)             |
| 11  | Argentina | M       | Valentín Vada                       |
| 12  | Nigeria   | M       | James Igbekeme                      |
| 13  | Spania    | P       | Álvaro Ratón                        |
| 15  | Spania    | F       | Pep Chavarría                       |

| Nr. |        | Poziție | Jucător                                       |
| --- | ------ | ------- | --------------------------------------------- |
| 16  | Spania | M       | Íñigo Eguaras                                 |
| 17  | Spania | F       | Carlos Nieto                                  |
| 18  | Spania | F       | Fran Gámez                                    |
| 20  | Spania | A       | Álvaro Giménez (împrumutat de la Cádiz)       |
| 21  | Spania | M       | Alberto Zapater (căpitan)                     |
| 22  | Spania | M       | Sergio Bermejo                                |
| 23  | Spania | A       | Nano Mesa (împrumutat de la Cádiz)            |
| 24  | Spania | F       | Lluís López                                   |
| 26  | Spania | M       | Borja Sainz (împrumutat de la Alavés)         |
| 27  | Spania | M       | Francho Serrano                               |
| 31  | Spania | A       | Iván Azón                                     |
|     | Spania | F       | Dani Lasure                                   |
|     | Panama | A       | César Yanis (împrumutat de la Costa del Este) |